# My Sister's Crown
My Sister's Crown (на чешки: Koruna mé sestry) е песен на чешката фолклорна група Весна, издадена на 30 януари 2023 г. Избрана е да представлява Чехия на Евровизия 2023 след като печели националния финал на Чехия в конкурса за песен на Евровизия за 2023 година. Песента завършва в челната десетка на първия полуфинал, което я класира за финала на 13 май.

## Предистория
В интервю за фенсайта на Евровизия ESC Bubble, членове на групата споделят, че вокалистката и автор на текста Патрицие Фуксова е искала да сподели история за сестринството като протест срещу неравенството между половете, казвайки, че „можете да получите подкрепа от други хора и [по темата за] равенството. То не е само между жените, а между [всички].“
„Песента е за всички хора, които усещат по някакъв начин "несвобода", под формата на потисничество от обществото, тенденциите, технологиите и в този смисъл идва символът на короната - именно тези хора да я поставят и да се почувстват достатъчно силни.“, казва Бара Шуткова, член на групата, пред чешкото радио. По време на участието на Весна на Евровизия на екрана се прожектира сигналът за помощ при насилие.
Песента включва текст на 4 езика: английски, чешки, български и украински. Това е пряко отражение на националния състав на групата, но и е израз на подкрепа за Украйна по време на руската инвазия. Песента и музикалният клип са забранени в Русия и Беларус.

## Песенен конкурс „Евровизия“

### ESCZ 2023
ESCZ 2023 е националният финал, организиран от чешката национална телевизия за избор на чешко участие в конкурса за песен Евровизия 2023. Пет песни участват в конкурса, проведен на 30 януари 2023 г. в ТВ центъра Kavčí Hory [ cs ] в Прага, като победителят се избира чрез публично гласуване и беше обявявен на 7 февруари 2023 г., като в този период е проведено гласуване. Гласуването е сред 70% международна публика и 30% чешка публика.
При гласуването My Sister's Crown печели 3501 гласа от чешкия вот и 7083 гласа от международния вот, или общо 10 584 гласа, като застава на първо място с разлика от 6367 гласа от втората класирала се песен.

### Евровизия
Съгласно правилата на Евровизия, всички държави с изключение на страната домакин и Голямата петорка (Франция, Германия, Италия, Испания и Обединеното кралство) трябва да се класират в челната десетка на един от двата полуфинала, за да се състезават на финала. Първите десет страни от всеки полуфинал преминават към финала. Европейският съюз за радио и телевизия разделя участващите страни в шест различни групи въз основа на модели на гласуване от предишни конкурси. Страните с благоприятна история на гласуване са поставени в една и съща група. На 31 януари 2023 г. се провежда жребий за разпределението, който поставя всяка страна в един от двата полуфинала и определя  в коя половина на шоуто ще участват. Чехия е включена в първия полуфинал, който се провежда на 9 май 2023 г., и се класира на четвърто място, което осигурява на Весна участие на финала.
My Sister's Crown се класира на десето място на финала на Евровизия 2023, провел се на 13 май 2023 г.

## Класации
- Най-висока позиция: 24[ неясно? ]
- Класация (2023): Чехия, Singles Digitál Top 100